# Aphanipathidae
Aphanipathidae é uma família de coral negro da ordem Antipatharia, classe Anthozoa.

## Géneros
- Acanthopathes Opresko, 2004